# Зграда Реалне гимназије у Пожаревцу
Зграда Реалне гимназије у Пожаревцу подигнута је и освештана 1936. године. Данас се у тој згради налази Основна школа „Доситеј Обрадовић”.

## Историјат
Тадашња Гимназија у Пожаревцу, која је основана 1862. године, у међуратном периоду је располагала зградом подигнутом 1879. године. Директор гимназије и школски лекар Лазар Бесарабић 1928. године, заједно су поднели извештај Министарству просвете да је дотадашња гимназијска зграда неупотребљива и да је врло извесно да се због лоших услова после 66 година затвори. Министарство је потврдило мишљење директора и школског лекара, па је министар просвете одлучио 1929. године да се нова зграда подигне на месту где је општинска вага за мерење хране.

## Подизање зграде
Лицитација за подизање зграде одржана је тек 30. марта 1936. године, а предрачунска сума је износила 869.784, 91 динар. Извођач радова био је предузимач Душан М. Стевић, а радови на Гимназији почели су 9. маја исте године. Освећење крова нове гимназијске зграде било је 19. јула 1936. године. Током те године вршени су унутрашњи радови, а почетком октобра зграда је освећена и почела су предавања. Зграда је временом дозиђивана до почетка Другог светског рата.